# 1876
| 1876                                          |
| --------------------------------------------- |
| Dødsfald - Fødsler                            |
| • Begivenheder • Litteratur • Politik • Sport |

| Gregoriansk kalender | 1876 MDCCCLXXVI         |
| Ab urbe condita      | 2629                    |
| Armensk kalender     | 1325 ԹՎ ՌՅԻԵ            |
| Kinesiske kalender   | 4572 – 4573 乙亥 – 丙子 |
| Etiopisk kalender    | 1868 – 1869             |
| Jødisk kalender      | 5636 – 5637             |
| Hindukalendere       |                         |
| - Vikram Samvat      | 1931 – 1932             |
| - Shaka Samvat       | 1798 – 1799             |
| - Kali Yuga          | 4977 – 4978             |
| Iransk kalender      | 1254 – 1255             |
| Islamisk kalender    | 1293 – 1294             |

Konge i Danmark: Christian 9. 1863-1906
Se også 1876 (tal)

## Begivenheder

### Januar
- 31. januar - USA's regering beordrer alle oprindelige amerikanere i reservat

### Marts
- 10. marts - Alexander Graham Bell foretager den første succesfulde telefonsamtale

### April
- 12. april - Begyndelse på ekspedition til Julianehåb.[1]
- 26. april - Kjøbenhavns Boldklub grundlægges

### Maj
- 10. maj -  åbning af Centennial Exhibition, den første officielle verdensudstilling i USA afholdes i Philadelphia. Slutter d. 10. november

### Juni
- 17. juni - Slaget ved Rosebud
- 25. juni – Slaget ved Little Bighorn i USA, hvor Sitting Bull og Crazy Horse vandt en sejr over det 7. kavaleri under ledelse af Custer

### Juli
- 12. juli - Sydfyenske Jernbaner indvier strækningen Odense-Svendborg

### August
- 1. august – Colorado bliver optaget som USA's 38. stat

### September
- 25. september - Carlsbergfondet oprettes af brygger J. C. Jacobsen. Formålet med Fondet var at fortsætte Carlsberg Laboratorium og fremme naturvidenskaberne, matematik, filosofi, historie og sprogvidenskab, samt at opretholde Det Nationalhistoriske Museum på Frederiksborg Slot

### Oktober
- 31. oktober - en kraftig cyklon hærger Indien og resulterer i 200.000 døde

### December
- 26. december – Et snerydningstog forulykker mellem Horsens og Tvingstrup (Hansted-ulykken)

### Udateret
- Bageriet Reinh van Hauen grundlægges på Gammel Kongevej.

## Født
- 12. januar – Jack London, forfatter ("Ulvehunden" m.fl.) og socialist (død 1916).
- 17. januar – Morten Korch, dansk forfatter (død 1954).
- 23. januar – Bess Houdini, hustru, scenepartner til Harry Houdini (død 1943).
- 6. juli - Charlotte Munck, dansk sygeplejerske (død 1932).
- 7. august – Mata Hari, hollandsk spion (død 1917).
- 15. september – Bruno Walter, tysk dirigent (død 1962).
- 1. oktober – Willi Ostermann, tysk sangtekstforfatter (død 1936).
- 2. oktober – A.P. Møller, dansk skibsreder (død 1965).
- 8. oktober - Prins Harald af Danmark, dansk prins, søn af Frederik 8. (død 1949)
- 13. november – Ivar Bentsen, dansk arkitekt (død 1943).
- 22. november – Erik Arup, dansk historiker (død 1951).
- 23. november – Manuel de Falla, spansk komponist (død 1946).
- 29. december – Pau Casals, catalansk cellist (død 1973).

## Dødsfald
- 8. juni – George Sand, fransk forfatterinde, rigtige navn Aurore Dudevant (født 1804).
- 21. juni – Antonio López de Santa Anna, mexicansk præsident og general (født 1794).
- 28. november - Karl Ernst von Baer, tyskbaltisk zoolog (født 1792).
- 30. december – Christian Winther, dansk digter. (født 1796).

## Musik
- Bayreuth-festspillene åbner deres første sæson med den samlede uropførelse af Nibelungens Ring under ledelse af Richard Wagner selv.